# Elizabeth Colwell
Martha Elizabeth Colwell (24 de maig de 1881 – 1954) va ser una impressora, tipògrafa i escriptora nord-americana, creadora de la tipografia Colwell Handletter.

## Vida
Colwell havia nascut a Bronson, Michigan; la seva família, incloent els pares, Elisha i Nancy, i els germans, Frederic, Albert, Fernando, William i Laura, vivien en una granja a Burr Oak.

## Formació
Elizabeth Colwell va estudiar a l'Escola d'Art de l'Institut de Chicago, en la qual algun dels seus professors la introduí en l'art de la impressió de xilografia japonesa. Després de conèixer-se amb Thomas Wood Stevens, el 1899, va començar a aportar il·lustracions i poesia a les edicions de la revista The Blue Sky.

## Carrera
Durant la seva carrera Colwell va treballar en publicitat, i era coneguda pels seus anuncis als diaris amb tipus de lletres manuals. El 1909 va publicar un llibre de poesia, Cançons i sonets, que va dissenyar i il·lustrar ella mateixa; va publicar altres llibres d’aquest tipus durant la seva carrera. El 1910 es va publicar el volum On the Making of Wood-Block-Color Prints.
Va estar associada amb la Works Projects Administration, o WPA, durant la dècada de 1930; una de les seves pintures del període, Bowl of Fruit, en aquarel·la i tremp, és actualment propietat de la Western Illinois University. Hi ha diverses altres obres a la col·lecció dels Museus de Belles Arts de San Francisco. Colwell va exposar àmpliament al llarg de la seva carrera. Va ser membre de la Boston Society of Arts & Craft, de la Societat d’Artistes de Chicago i de la Chicago and New York Societies of Etchers.

## La tipografia Colwell
Elizabeth Colwell va dissenyar el 1916 per a l'American Type Founders (ATF) el tipus de lletra Colwell Handletter i la seva cursiva. Una exposició de 1947 sobre la història del disseny de tipus de lletra als Estats Units l'assenyalava com l’única dissenyadora de tipografies femenina nord-americana coneguda en aquell moment.